# 에단 호크
이선 그린 호크(영어: Ethan Green Hawke, 1970년 11월 6일 ~ )는 미국의 배우, 각본가, 영화 감독이다.

## 생애
1970년 텍사스주 오스틴 출생. 이후 뉴저지주 프린스턴 정션에 정착했다. 1985년 리버 피닉스와 공연한 아이들이 등장하는 SF 영화 <컴퓨터 우주 탐험>에서 14세의 나이로 영화에 데뷔했다. 그 후 5년간 활동을 중단하며 평범한 학창시절을 보낸 뒤 영화 <죽은 시인의 사회>로 영화에 복귀해 주목받기 시작했다. 이후, 그는 배우, 영화감독, 시나리오 작가, 소설가, 연극연출가, 뮤직비디오 감독 등의 활동을 해왔다.
범죄 드라마 <트레이닝데이>로 SAG상, 아카데미상 후보에 올랐고 2001년 <첼시 호텔>로 감독에 데뷔했다.

## 감독
- 2006년: 이토록 뜨거운 순간 (The Hottest State)
- 2001년: 첼시 호텔 (Chelsea Walls)

## 출연
- 2025년: 블랙폰 2 - 더 그래버 역
- 2025년: 블루문 - 로렌츠 하트 역
- 2023년: 스트레인지 웨이 오브 라이프
- 2023년: 리브 더 월드 비하인드 - 클레이 샌포드 역
- 2022년: 나이브스 아웃: 글래스 어니언
- 2022년: 노스맨 - 호르웬딜 왕 역
- 2022년: 문나이트
- 2021년: 제로스 앤 원스 - JJ / 저스틴 역 (1인 2역)
- 2021년: 블랙폰 - 더 그래버 역
- 2021년: 더 길티
- 2020년: 컷 스로트 시티 - 잭슨 심스 역
- 2020년: 테슬라 - 니콜라 테슬라 역
- 2019년: 파비안느에 관한 진실
- 2018년: 퍼스트 리폼드
- 2017년: 발레리안: 천 개 행성의 도시 - 졸리 더 핌프 역
- 2016년: 내 사랑 - 에버렛 루이스 역
- 2015년: 본 투 비 블루 - 쳇 베이커 역
- 2014년: 언타이틀드 앤드류 니콜 프로젝트
- 2014년: 리그레이션
- 2014년: 심벨린
- 2014년: 보이후드
- 2014년: 타임 패러독스
- 2013년: 겟어웨이 - 브렌트 매그나 역
- 2013년: 비포미드나잇 (Before Midnight) - 제시 역
- 2012년: 토탈 리콜 (Total Recall)
- 2009년: 뉴욕, 아이 러브 유 (New York, I Love You) - 삽화 작가 역
- 2009년: 데이브레이커스 (Daybreakers) - 에드워드 달튼 역
- 2009년: 브룩클린 피네스트 (Brooklyn's Finest) - 살 역
- 2008년: 왓 더즌트 킬 유 (What Doesn't Kill You) - 폴리 역
- 2007년: 악마가 너의 죽음을 알기 전에 (Before the Devil Knows You're Dead) - 행크 핸슨 역
- 2006년: 이토록 뜨거운 순간 (The Hottest State) - 빈스 역
- 2006년: 패스트푸드 네이션 (Fast Food Nation) - 피트 역
- 2005년: 어썰트 13 (Assault on Precinct 13) - 제이크 역
- 2005년: 로드 오브 워 (Lord of War) - 잭 발렌타인 역
- 2004년: 비포 선셋 (Before Sunset) - 제시 역
- 2004년: 테이킹 라이브즈 (Taking Lives) - 코스타 역
- 2001년: 트레이닝 데이 (Training Day) - 제이크 역
- 2001년: 테이프 (Tape) - 빈스 역
- 2000년: 햄릿 2000 (Hamlet) - 햄릿 역
- 1999년: 삼나무에 내리는 눈 (Snow Falling On Cedars) - 이쉬마엘 챔버스 역
- 1989년: 죽은 시인의 사회 (Dead Poets Society)
- 1998년: 위대한 유산 (Great Expectations) - 핀 벨 역
- 1997년: 가타카 (Gattaca) - 빈센트 프리먼 역
- 1995년: 비포 선라이즈 (Before Sunrise) - 제시 역
- 1998년: 뉴튼 보이즈 (The Newton Boys)
- 1994년: 청춘 스케치 (Reality Bites) - 트로이 다이어 역
- 1994년: 늑대 개 2 (White Fang 2: Myth Of The White Wolf)
- 1994년: 퀴즈 쇼 (Quiz Show)
- 1993년: 얼라이브 (Alive) - 난도 파라도 역
- 1992년: 동반자 (Rich In Love)
- 1991년: 휴전 (A Midnight Clear) - 윌 낫 역
- 1991년: 늑대개 (White Fang) - 잭 콘로이 역
- 1991년: 미스테리 데이트 (Mystery Date)
- 1985년: 컴퓨터 우주 탐험 (Explorers) - 벤 크랜탈 역

## 수상 내역
- 2019년 제39회 런던비평가협회상 남우주연상
- 2019년 오클라호마비평가협회상 남우주연상
- 2019년 온라인영화비평가협회상 남우주연상
- 2019년 도리안어워즈 영화부문 남자배우상
- 2019년 조지아비평가협회상 남우주연상
- 2019년 제53회 전미비평가협회상 남우주연상
- 2018년 제43회 LA비평가협회상 남우주연상
- 2018년 디트로이트비평가협회상 남우주연상
- 2018년 시애틀비평가협회상 남우주연상
- 2018년 토론토비평가협회상 남우주연상
- 2018년 유타비평가협회상 남우주연상
- 2018년 st.루인스 비평가협회상 남우주연상
- 2018년 벤쿠버비평가협회상 남우주연상
- 2018년 남동부비평가협회상 남우주연상
- 2018년 포닉스비평가협회상 남우주연상
- 2018년 샌프란시스코비평가협회상 남우주연상
- 2018년 샌디에이고비평가협회상 남우주연상
- 2018년 보스턴온라인비평가협회상 남우주연상
- 2018년 라스베가스비평가협회상 남우주연상
- 2018년 애틀랜타비평가협회상 남우주연상
- 2018년 인터넷영화비평가협회상 남우주연상
- 2018년 제31회 시카고비평가협회상 남우주연상
- 2018년 제83회 뉴욕비평가협회상 남우주연상
- 2018년 뉴욕온라인비평가협회상 남우주연상
- 2018년 캔자스시티비평가협회상 남우주연상
- 2018년 인디위어 크리틱스 폴 어워즈 남우주연상
- 2018년 인디애나기자비평가협회상 남우주연상
- 2018년 고담어워즈 남우주연상
- 2018년 이리쉬필름&텔레비전어워즈 외국남자배우상
- 2016년 고담어워즈 트리뷰트상
- 2016년 캐나디언스크린어워즈 남우조연상
- 2016년 제64회 산세바스티안국제영화제 평생공로상
- 2015년 제30회 산타바바라 국제영화제 아메리칸 리비에라상
- 2014년 제19회 크리틱스 초이스 영화상 루이 13세 지니어스 어워드
- 2014년 제48회 전미비평가협회상 각본상
- 2014년 시애틀비평가협회상 각색상
- 2013년 유타비평가협회상 각색상
- 2013년 인디위어 크리틱스 폴 어워즈 각본상
- 2013년 빌리지 보이스 필름 폴 어워즈 각본상
- 2013년 인디애나기자비평가협회상 각색상
- 2013년 보스턴온라인비평가협회상 각본상
- 2013년 제17회 할리우드영화제 각본상
- 2007년 고담어워즈 최우수배역상